# Challenger de Túnez
El Tunis Open es un torneo profesional de tenis. Pertenece al ATP Challenger Tour. Se juega desde el año 1996 sobre superficie de tierra batida, en la ciudad de Túnez, Túnez.

## Palmarés[2]

### Individuales
| Año  | Campeón                 | Finalista             | Resultado          |
| ---- | ----------------------- | --------------------- | ------------------ |
| 2023 | Sho Shimabukuro         | Geoffrey Blancaneauxr | 6–4, 6–4           |
| 2022 | Roberto Carballés Baena | Gijs Brouwer          | 6–1, 6–1           |
| 2021 | No se disputó           | No se disputó         | No se disputó      |
| 2020 | No se disputó           | No se disputó         | No se disputó      |
| 2019 | Pablo Cuevas            | João Domingues        | 7–5, 6–4           |
| 2018 | Guido Andreozzi         | Daniel Gimeno Traver  | 6–2, 3–0           |
| 2017 | No se disputó           | No se disputó         | No se disputó      |
| 2016 | No se disputó           | No se disputó         | No se disputó      |
| 2015 | No se disputó           | No se disputó         | No se disputó      |
| 2014 | Simone Bolelli          | Julian Reister        | 6-4, 6-2           |
| 2013 | Adrian Ungur            | Diego Schwartzman     | 4–6, 6–0, 6–2      |
| 2012 | Rubén Ramírez Hidalgo   | Jérémy Chardy         | 6–1, 6–4           |
| 2011 | No se disputó           | No se disputó         | No se disputó      |
| 2010 | José Acasuso            | Daniel Brands         | 6–3, 6–4           |
| 2009 | Gastón Gaudio           | Frederico Gil         | 6–2, 1–6, 6–3      |
| 2008 | Thomaz Bellucci         | Dušan Vemić           | 6–2, 6–4           |
| 2007 | Simone Bolelli          | Andrei Pavel          | 4–6, 7–6(7–4), 6–2 |
| 2006 | Lamine Ouahab           | Younes El Aynaoui     | walkover           |
| 2005 | Gaël Monfils            | Fabrice Santoro       | 7–5, 3–6, 7–6(9)   |

### Dobles
| Año  | Campeones                                    | Finalistas                             | Resultado             |
| ---- | -------------------------------------------- | -------------------------------------- | --------------------- |
| 2024 | Federico Agustín Gómez Marcus Willis         | Patrik Rikl Michael Vrbenský           | 4–6, 6–1, [10–6]      |
| 2023 | Théo Arribagé Luca Sanchez                   | James McCabe Aziz Ouakaa               | 4–6, 6–3, [10–5]      |
| 2022 | Nicolás Barrientos Miguel Ángel Reyes-Varela | Alexander Erler Lucas Miedler          | 6–7(3–7), 6–3, [11–9] |
| 2021 | No se disputó                                | No se disputó                          | No se disputó         |
| 2020 | No se disputó                                | No se disputó                          | No se disputó         |
| 2019 | Ruben Bemelmans Tim Pütz                     | Facundo Argüello Guillermo Durán       | 6–3, 6–1              |
| 2018 | Denys Molchanov Igor Zelenay                 | Jonathan Eysseric Joe Salisbury        | 7–6(7–4), 6–2         |
| 2017 | No se disputó                                | No se disputó                          | No se disputó         |
| 2016 | No se disputó                                | No se disputó                          | No se disputó         |
| 2015 | No se disputó                                | No se disputó                          | No se disputó         |
| 2014 | Pierre-Hugues Herbert Adil Shamasdin         | Stephan Fransen Jesse Huta Galung      | 6–3, 7–65             |
| 2013 | Dominik Meffert Philipp Oswald               | Jamie Delgado Andreas Siljeström       | 3–6, 7–6(0), [10–7]   |
| 2012 | Jerzy Janowicz Jürgen Zopp                   | Nicholas Monroe Simon Stadler          | 7–6(1), 6–3           |
| 2011 | No se disputó                                | No se disputó                          | No se disputó         |
| 2010 | Jeff Coetzee Kristof Vliegen                 | James Cerretani Adil Shamasdin         | 7–6(3), 6–3           |
| 2009 | Brian Dabul Leonardo Mayer                   | Johan Brunström Jean-Julien Rojer      | 6–4, 7–6(6)           |
| 2008 | Thomaz Bellucci Bruno Soares                 | Jean-Claude Scherrer Nicolas Tourte    | 6–3, 6–4              |
| 2007 | Łukasz Kubot Oliver Marach                   | Marc Fornell Lamine Ouahab             | 6–2, 6–2              |
| 2006 | Daniel Gimeno-Traver Iván Navarro            | Bart Beks Martijn van Haasteren        | 6–2, 7–5              |
| 2005 | Tomas Behrend Robert Lindstedt               | Marco Chiudinelli Jean-Claude Scherrer | 3–6, 6–1, 6–3         |